# Lâu đài Buda
Cung điện Buda hay Lâu đài Buda (tiếng Hungary: Budavári Palota, tiếng Đức: Burgpalast, tiếng Thổ Nhĩ Kỳ: Budin Kalesi) là một lâu đài lịch sử và tổ hợp cung điện của các vị vua Hungary ở Budapest, được hoàn thành lần đầu vào năm 1265. Trong quá khứ nó cũng có tên gọi Cung điện hoàng gia (tiếng Hungary: Királyi-palota) và Lâu đài hoàng gia (tiếng Hungary: Királyi Vár, tiếng Đức: Königliche Burg).
Lâu đài Buda được xây ở mũi phía nam của đồi Lâu đài, phía bắc giáp quận Lâu đài (Várnegyed), nổi tiếng với các tòa nhà và giáo đường Công giáo và tòa nhà công cộng thế kỷ 19 theo phong cách trung cổ. Nó được nối với quảng trường Clark Ádám và cầu dây xích Széchenyi bởi đường sắt leo núi Lâu đài Budapest.
Lâu đài Buda là một phần của di sản thế giới được công nhận năm 1987.